# Zen 3
Zen 3 è il nome in codice per l'architettura di AMD, successore di Zen 2, immessa sul mercato nel novembre del 2020.

## Descrizione tecnica
Zen 3 introduce un nuovo design basato su un processo produttivo a 7 nm di TSMC, migliorando drasticamente le prestazioni rispetto a Zen 2 grazie a un layout unificato della cache L3 per ciascun CCD (Core Complex Die). Il miglioramento principale rispetto a Zen 2 è il significativo aumento delle prestazioni per IPC di circa il 19%, ottenuto grazie a una revisione completa del front-end, dell’esecuzione e del sistema di branch prediction. L'architettura Zen 3 permette anche un incremento delle velocità di clock e una riduzione delle latenze interne.
Altri miglioramenti includono la gestione ottimizzata del consumo energetico e delle temperature per ciascun core, nonché il miglioramento di Precision Boost 2 e XFR per massimizzare le prestazioni sotto carichi di lavoro variabili.

## Modelli

### Desktop
| Modello         | Data di introduzione sul mercato | Core (Thread) | Clock (GHz) | Clock (GHz) | Cache          | Cache           | Cache              | Socket   | PCIe lanes | Memory support | TDP      |
| Modello         | Data di introduzione sul mercato | Core (Thread) | Base        | Boost       | L1             | L2              | L3                 | Socket   | PCIe lanes | Memory support | TDP      |
| High-end        | High-end                         | High-end      | High-end    | High-end    | High-end       | High-end        | High-end           | High-end | High-end   | High-end       | High-end |
| --------------- | -------------------------------- | ------------- | ----------- | ----------- | -------------- | --------------- | ------------------ | -------- | ---------- | -------------- | -------- |
| Ryzen 9 5950X   | Novembre 2020                    | 16 (32)       | 3.4         | 4.9         | 64 KB per core | 512 KB per core | 32 MB per CCD      | AM4      | 24         | DDR4-3200      | 105 W    |
| Ryzen 9 5900X   | Novembre 2020                    | 12 (24)       | 3.7         | 4.8         | 64 KB per core | 512 KB per core | 32 MB per CCD      | AM4      | 24         | DDR4-3200      | 105 W    |
| Ryzen 9 5900X3D | Aprile 2023                      | 12 (24)       | 3.6         | 4.8         | 64 KB per core | 512 KB per core | 64 MB (3D V-Cache) | AM4      | 24         | DDR4-3200      | 105 W    |
| Mainstream      |                                  |               |             |             |                |                 |                    |          |            |                |          |
| Ryzen 7 5800X   | Novembre 2020                    | 8 (16)        | 3.8         | 4.7         | 64 KB per core | 512 KB per core | 32 MB per CCD      | AM4      | 24         | DDR4-3200      | 105 W    |
| Ryzen 7 5800X3D | Aprile 2022                      | 8 (16)        | 3.4         | 4.5         | 64 KB per core | 512 KB per core | 96 MB (3D V-Cache) | AM4      | 24         | DDR4-3200      | 105 W    |
| Ryzen 7 5700X   | Aprile 2022                      | 8 (16)        | 3.4         | 4.6         | 64 KB per core | 512 KB per core | 32 MB per CCD      | AM4      | 24         | DDR4-3200      | 65 W     |
| Budget-friendly |                                  |               |             |             |                |                 |                    |          |            |                |          |
| Ryzen 5 5600X   | Novembre 2020                    | 6 (12)        | 3.7         | 4.6         | 64 KB per core | 512 KB per core | 32 MB per CCD      | AM4      | 24         | DDR4-3200      | 65 W     |
| Ryzen 5 5600    | Aprile 2022                      | 6 (12)        | 3.5         | 4.4         | 64 KB per core | 512 KB per core | 32 MB per CCD      | AM4      | 24         | DDR4-3200      | 65 W     |
| Ryzen 5 5500    | Aprile 2022                      | 6 (12)        | 3.6         | 4.2         | 64 KB per core | 512 KB per core | 16 MB per CCD      | AM4      | 24         | DDR4-3200      | 65 W     |

### Mobile
- Cezanne APU